# Mannequebeurre

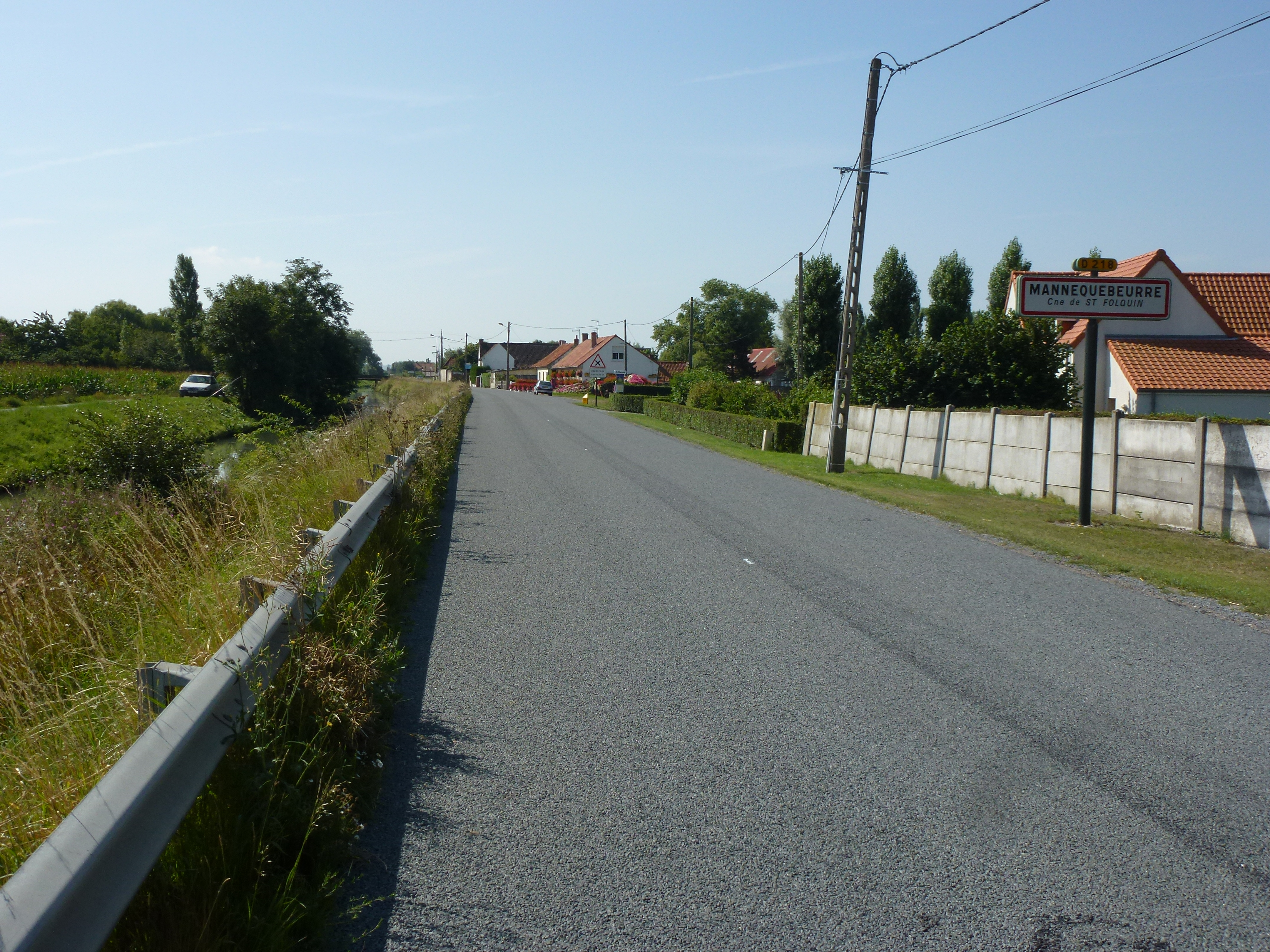
Mannequebeurre längs des Mardyck-Polderkanals

Mannequebeurre (Niederländisch: Monnikenbure) ist ein Weiler in der französischen Gemeinde Saint-Folquin im Département Pas-de-Calais. Es liegt mehr als zwei Kilometer südlich des Dorfzentrums von Saint-Folquin, entlang des Mardyck Polder Wasserlaufs.

## Geschichte
Das Gebiet befand sich früher an der Mündung der Aa, die im frühen Mittelalter allmählich trockengelegt wurde. Das Gebiet wurde bekannt als das Land van den Hoek (Französisch: Pays de l’Angle) und umfasste die Gemeinden Saint-Folquin (Saint-Volkwin), Saint-Omer-Capelle (Saint-Omer-Kapelle), Sainte-Marie-Kerque (Saint-Mariakerke) und Saint-Nicolas (Sint-Niklaas auf der Aa).
Der Ortsname Mannequebeurre, früher auch Monnequebeurre, würde sich auf den „Hof der Mönche“ beziehen. Eine alte Erwähnung des Ortsnamens ist Monekebure in einer Urkunde von Saint Bertinus im Jahr 1269.

## Sprache
Mannequebeurre lag im Mittelalter noch im flämischen Sprachraum. Obwohl in Flandern gelegen, wurde der Ort mit der Zeit romanisiert bzw. überwiegend französischsprachig.
Koordinaten: 50° 55′ N, 2° 8′ O